# Nausinoe piabilis
Nausinoe piabilis là một loài bướm đêm trong họ Crambidae.